# Elabered
Pour le district, voir Elabered (district).
Elabered est une ville dans la région d'Anseba de l’Érythrée.